# Bodegas de Torquemada
Bodegas de Torquemada es un conjunto de bodegas, que por su interés, le fue incoado un proceso de declaración de Bien de interés Cultural, está formada por las siguientes bodegas: bodegas de Valdesalce, bodegas de Ladrero, bodegas de Barrionuevo, bodegas del Paramillo. y bodegas de Carrovillamediana.
Torquemada es un municipio del Cerrato Palentino, caracterizado por conservar un conjunto de bodegas tradicionales de gran interés, testigo de la importancia que tuvieron en la comarca el cultivo de los majuelos y crianza de caldos, desde finales del siglo XVI hasta principios del XX, época en que se produce el declive de la actividad vitivinícola como consecuencia de la aparición de enfermedades y plagas en el viñedo.
La singularidad de las bodegas de Torquemada viene determinada por su propia configuración. Al no existir ningún cerro cercano para su ubicación, las bodegas se desarrollan en un terreno llano al oeste del casco urbano, por lo que para conseguir una temperatura y humedad óptima para la elaboración del vino, la bodega se configura con un gran desnivel, lo que constituye uno de sus rasgos más característicos.
Las bodegas de Torquemada fueron concebidas a partir de una verdadera planificación, configurándose desde su origen en una agrupación de calles y barrios. Esta singular ordenación urbanística, caracterizada por calles rectilíneas, casi paralelas, que configuran un poblado de lagares, constituye sin duda otro de los rasgos de su identidad.
El Conjunto de Bodegas de Torquemada se desarrolla en cinco barrios de desigual tamaño, denominados, de norte a sur, bodegas de Valdesalce, bodegas de Ladrero, bodegas de Barrionuevo, bodegas del Paramillo y bodegas de Carrovillamediana.
Son el resultado de un determinado proceso histórico y de una forma de aprovechamiento de los recursos en un territorio concreto, configurándose como un elemento de identidad y pertenencia a la comunidad que las ha mantenido y conservado en uso a lo largo de generaciones. Aunque en la actualidad son pocas las bodegas en las que se sigue elaborando vino, aún se mantiene un uso doméstico-recreativo por las propias familias.

## Valor etnografico
El Conjunto de Bodegas de Torquemada constituye una singular y relevante manifestación de patrimonio cultural etnográfico asociado a los sistemas productivos del vino. Sus características determinantes son su antigüedad, su extensión y número –cerca de quinientas–; su profundidad y gran desnivel; el buen estado de conservación del conjunto, que ha pervivido y pervive sin grandes alteraciones ni contaminaciones, lo que permite el reconocimiento de sus valores patrimoniales y, en especial, su singular ordenación e implantación en el territorio, resultado de un proceso de autorización y construcción de las bodegas totalmente planificado, sobre un terreno llano con suaves ondulaciones, siguiendo el trazado de calles rectilíneas prácticamente paralelas entre sí y dispuestas en dirección este-oeste, con fachadas de mampostería de piedra caliza orientadas al norte.

## Descripción
Se trata de construcciones subterráneas que disponen en superficie de un portal de acceso de reducidas dimensiones desde el que se accede directamente a una escalera de pendiente muy pronunciada, que conduce a una o varias galerías o naves de bodega. Prácticamente todas las bodegas disponen de un pequeño lagar para la elaboración artesanal del vino con prensa de viga y husillo, y con un descargadero vertical o lagareta, abierto junto a la puerta de entrada a la bodega o en la parte posterior, dependiendo de la ubicación del lagar. La galería o galerías destinadas al almacenaje y conservación del vino se encuentran perfectamente diferenciadas del lagar, siendo habitual la excavación de nichos o sisas para albergar las barricas o carralas de mayor tamaño.
Las bodegas se encuentran excavadas en terrenos de aluvión, a unos seis u ocho metros de profundidad. La mayoría de ellas tienen un pozo en su interior, con profundidades de cinco a ocho metros hasta alcanzar el nivel freático, cuya agua, extraída manualmente, se utilizaba para el lavado de los carrales y la limpieza de los lagares y lagaretas tras la elaboración del vino.
Las galerías excavadas en la tierra presentan un techo con forma abovedada. Suelen tener entre dos metros y medio a tres metros de anchura y dos metros y medio de altura en la parte central de la bóveda; su longitud varía entre diez y treinta metros. La tierra extraída de la excavación de la bodega se depositaba sobre la superficie exterior de la bodega siguiendo sus trazas, y se compactaba formando un lomo ligeramente pronunciado, denominado también teso o culata. Este lomo de tierra da solidez a la construcción subterránea e impide las filtraciones de agua de lluvia al interior de las galerías.
El frente de las bodegas está formado por una fachada de mampostería de piedra caliza rematada en la parte superior con piezas de piedra planas, a modo de pequeño alero, sobre el que se asienta la cobertura de tierra. La puerta de acceso al igual que el cierre de los descargaderos, está realizada en madera, a modo de enrejado para permitir la ventilación del interior. Todas las bodegas disponen de una zarcera de ventilación que exteriormente se presenta como una chimenea cilíndrica de piedra, normalmente situada al fondo del cañón para generar una corriente de aire desde la puerta de acceso.
A efectos de su protección como Conjunto etnológico, se define como bodega el conjunto de infraestructuras que integran la red de galerías así como sus accesos y las dependencias relacionadas –Lagares, naves– junto con los elementos auxiliares como, zarceras, sumideros, descargaderos o lagaretas, respiraderos, etc.